# Luis Gutiérrez Soto
Luis Gutiérrez Soto (Madrid, 6 de junio de 1900-Madrid, 4 de febrero de 1977)  fue un arquitecto español. La mayor parte de su obra, que se enmarcó principalmente entre el art déco y el racionalismo, se concentró en la ciudad de Madrid. Miguel Ángel Baldellou Santolaria llegó a hacer inventario de un total de 650 proyectos de Gutiérrez Soto.
Se graduó en la Escuela madrileña de Arquitectura en 1923, trabajando principalmente en Madrid donde llegó a acometer una cantidad de 400 obras. Es uno de los principales representantes del racionalismo en España, evolucionando a otros estilos en los años cincuenta y sesenta. Formaba parte de la denominada generación del 25, englobada dentro del denominado Movimiento Moderno. En 1958 fue elegido miembro de la Real Academia de Bellas Artes de San Fernando. De joven, jugó en el primer equipo del Real Madrid C. F., donde le apodaron "Pichichi", como al delantero del Athletic. Un año después de terminar la carrera trabaja en el estudio de Modesto López Otero y después, montó su propio estudio. Sus constantes viajes al extranjero le llevaron a conocer las primeras obras de Le Corbusier y de otros arquitectos de vanguardia, que causaron gran influencia: Otto Wagner, Josef Hoffman, Bruno Taut, Hans Poelzig.
Es uno de los principales representantes de la arquitectura española del siglo XX, en la que evolucionó por diferentes estilos. 
Practicó un estilo particular, no se vinculó a ninguna corriente de vanguardia y experimentó las novedades técnicas y el empleo de nuevos materiales. Evolucionó desde los presupuestos de la arquitectura tradicional hacia los nuevos postulados funcionalistas, racionalistas y expresionistas, propios de la arquitectura moderna y del GATEPAC (Grupo de Arquitectos y Técnicos Españoles para el Progreso de la Arquitectura Contemporánea), grupo al que siguió de cerca sin llegar a vincularse.

## Biografía
Su infancia transcurre, hasta 1915, entre Madrid y El Escorial, donde cursa el  bachillerato. Estas dos ciudades marcan en el futuro arquitecto, con toda probabilidad, dos esquemas formales que no le abandonarán jamás en su compleja trayectoria profesional: el sentido de la vivienda, ligado a la tendencia neomudéjar, y el sentido del imperio que surgirá en su Ministerio del Aire, como reflejo escurialense.
En una entrevista que mantuvo Gutiérrez Soto con Juan Daniel Fullaondo y De Miguel, a finales de 1970, recordaba: «El año 1915 empecé a prepararme como arquitecto en la academia Rives; el 17, después de aprobar estatua con el número 1 y notable, perdí la carrera por el dibujo de ornato… y me tumbaron cuatro veces seguidas, perdí la carrera al cuarto suspenso y comencé ingeniero naval; por fin se apiadaron de mí y me dieron prórroga: así pude ingresar en la Escuela, cuando ya pensaba no sería jamás arquitecto».

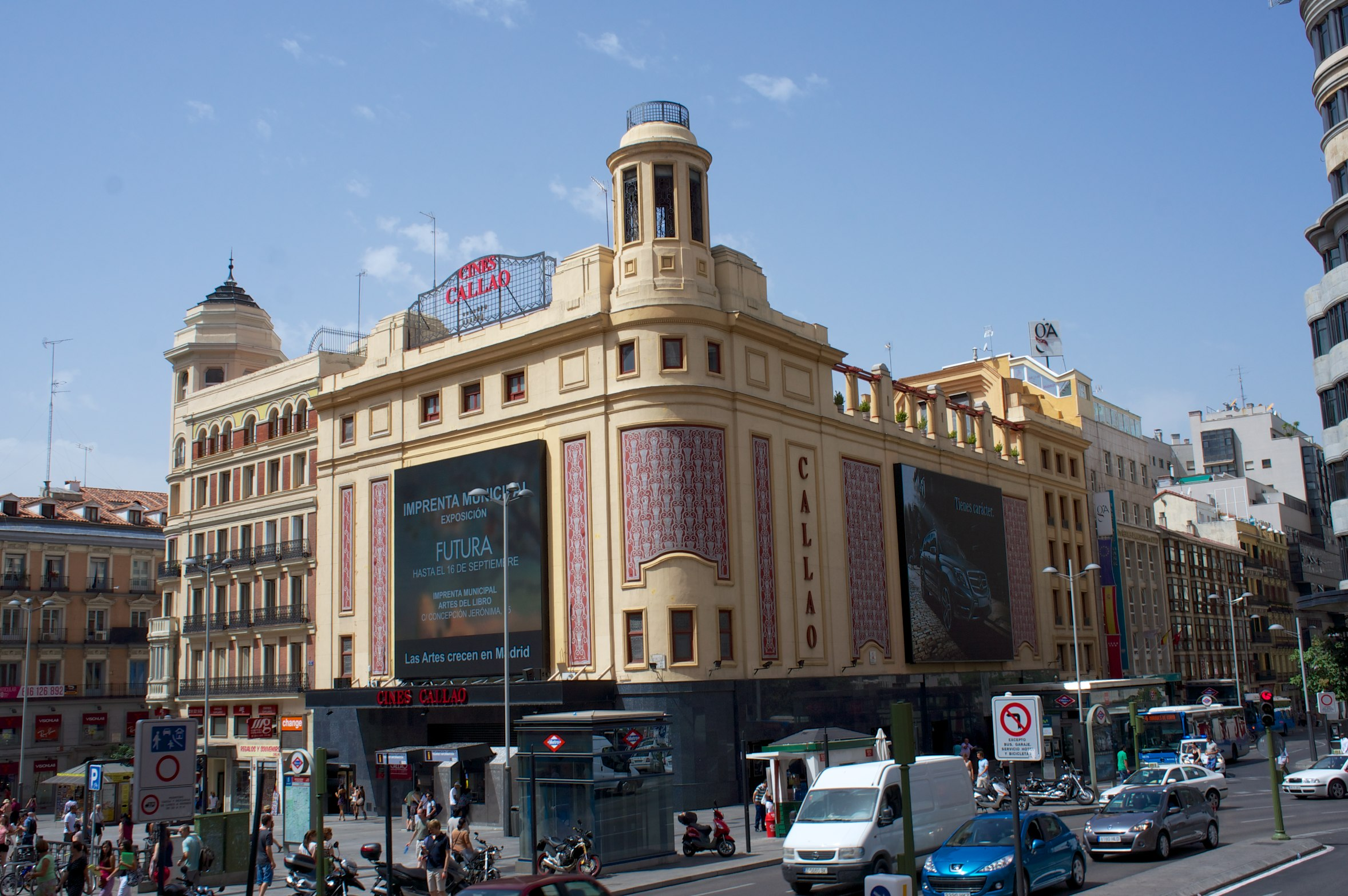
Cine Callao (1926) en Madrid

Las influencias eran contradictorias, comienza sus trabajos apegado a un esporádico art déco en el diseño del Cine Callao de Madrid, realizado entre 1926 y 1927. Algo más tarde, influenciado por la arquitectura sobria de Modesto López Otero y de Secundino Zuazo, su trabajo durante la década de los treinta se llevaría a cabo dentro de las tendencias de la arquitectura moderna. También trabajó para la alta burguesía y para las inmobiliarias particulares que requerían una alta flexibilidad y efectividad en la construcción, por lo que pronto se apartó de la pretendida arquitectura nacional de la época, realizando obras muy personales y heterogéneas.

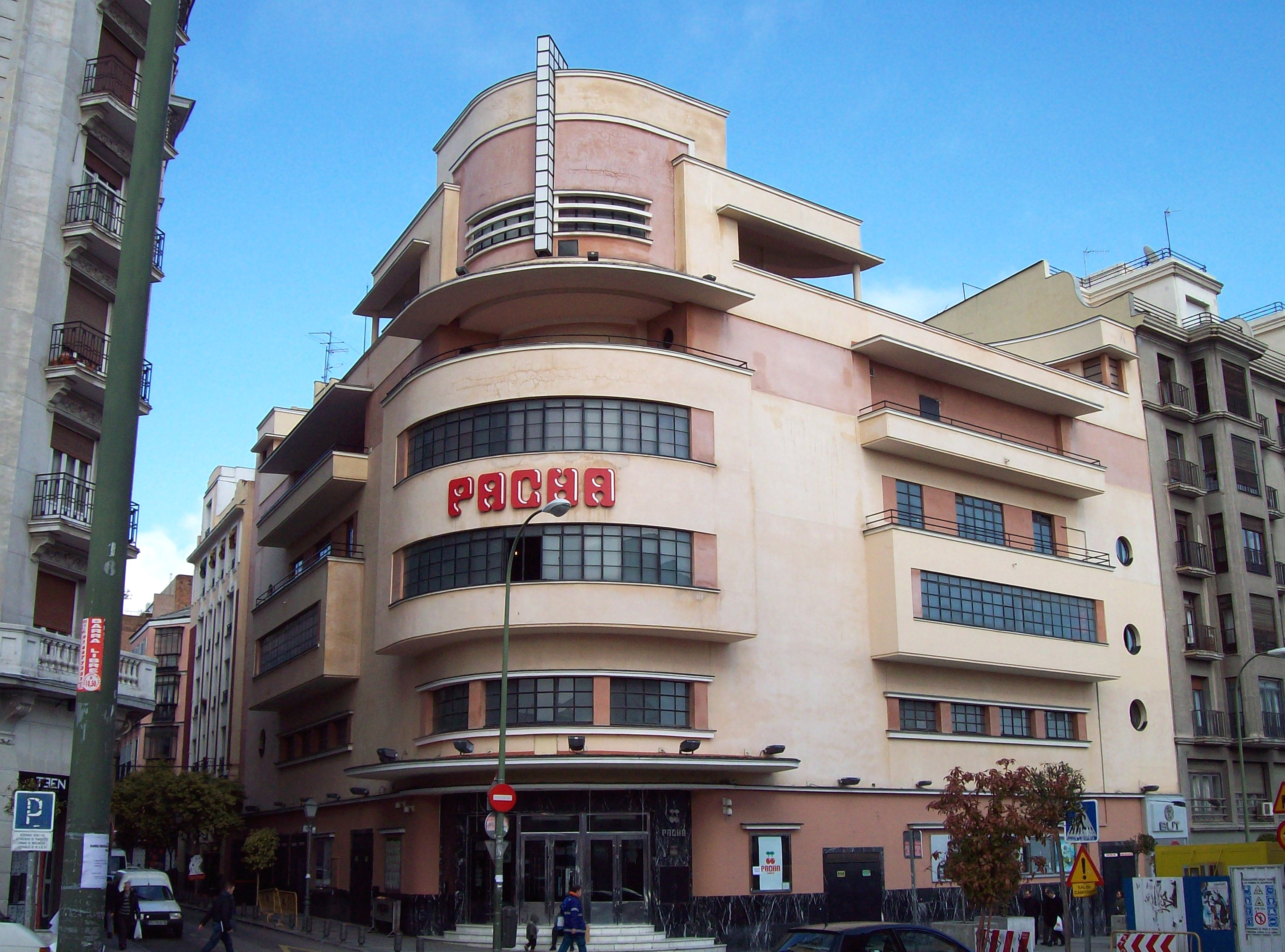
Cine Barceló (1930) en Madrid

Su adaptación al gusto del cliente y a cada proyecto concreto es notable, creando obras de líneas racionalistas que suaviza con el empleo de columnas, o componiendo fachadas a la vieja usanza, o elementos estructurales con funciones puramente decorativas. Tras un viaje por América Latina y Estados Unidos cambia su forma de enfocar la arquitectura volviendo hacia un estilo moderno, más acorde con los tiempos No obstante, su actividad más importante estaría orientada al ámbito doméstico, usando un sello propio al margen de vanguardias o controversias culturales, y contribuyendo en buena medida con su estilo personal (al que se ha denominado «estilo Gutiérrez Soto») al carácter de algunas zonas de Madrid, fundamentalmente del Barrio de Salamanca.
Gutiérrez Soto obtiene el título en 1923. El panorama arquitectónico está lleno de esperanzas que aglutinan a un heterogéneo grupo con influencias muy diversas al que Carlos Flores llamaba «generación del 25». Por su actuación en esos años, pasado un incipiente eclecticismo que viene desde lo aprendido en la escuela, Gutiérrez Soto puede incluirse en el grupo, aunque se mantuvo al margen de las posiciones más críticas.

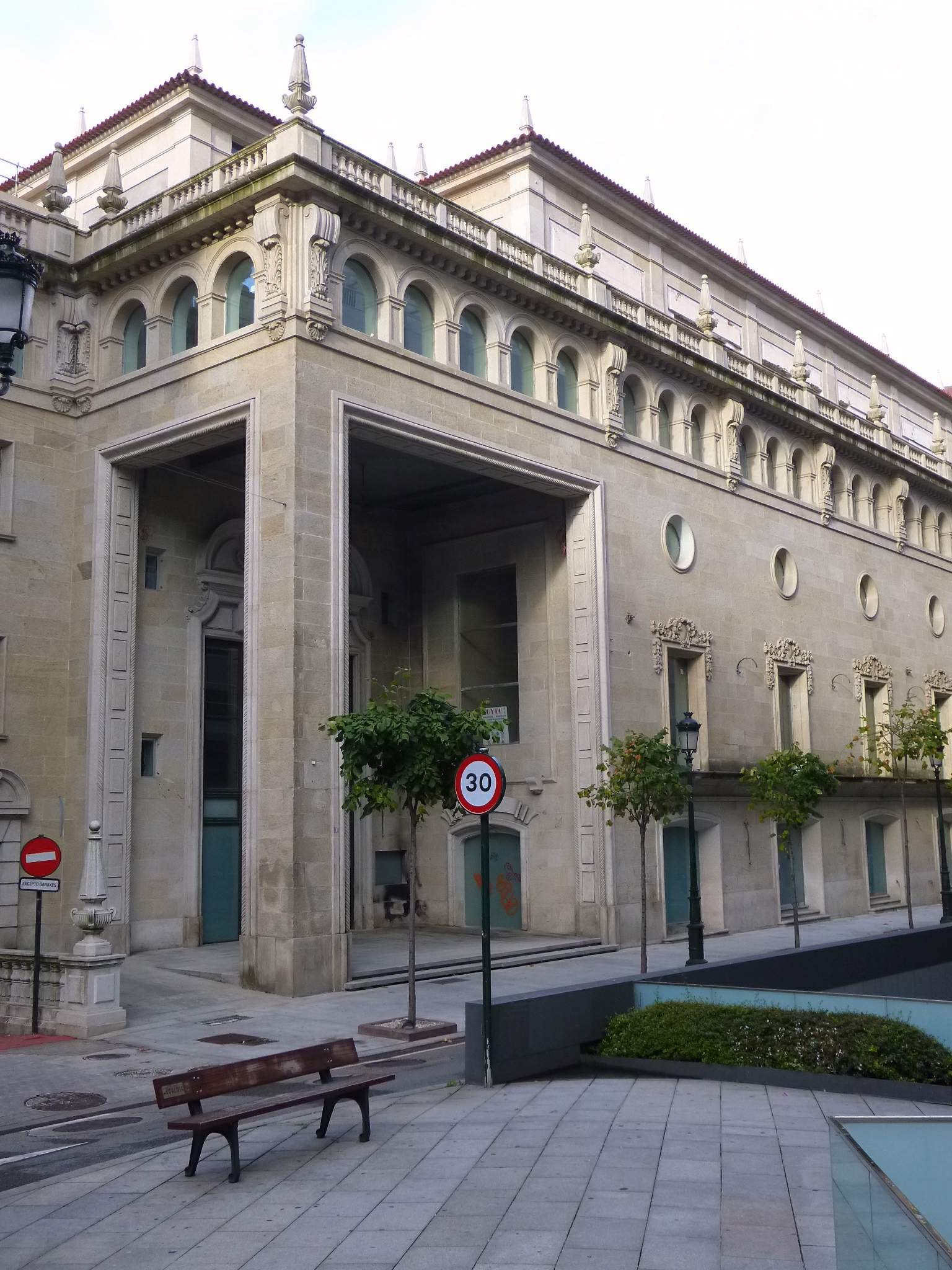
Teatro Cine Fraga en Vigo (1942)

Los viajes por Europa y el conocimiento directo de la nueva arquitectura, dieron a esta generación una fuente común de inspiración que hizo posible que se convirtieran en uno de los grupos de arquitectos más brillantes de nuestra arquitectura favorecidos por la fuerte instancia de un movimiento progresista que recorrió el país en aquellos años.
El acontecimiento culturalmente importante y definitorio de la década fue el minoritario GATEPAC. Éste fue una sacudida violenta que afectó a la arquitectura española haciéndola tomar conciencia. La manera de pensar de Gutiérrez Soto coincide en casi todo con el GATEPAC, seguía atentamente sus reuniones, seminarios y revistas.
La arquitectura que desarrolló Gutiérrez Soto en aquel tiempo, 1927-37, se sitúa con derecho propio entre los racionalistas-expresionistas españoles. Aunque su obra no pertenece a un racionalismo ortodoxo, de acuerdo con Bohigas que titula como «racionalistas al margen» a un amplio grupo de buenos arquitectos españoles, representados fundamentalmente por aquella generación del 25, constituye en su conjunto uno de los logros más coherentes de la época.
La imagen tradicional la encontró Gutiérrez Soto con aquella aludida reelaboración entre el neomudéjar y el racionalismo, producto ecléctico, al fin y al cabo, aunque de fuentes concretas válidas. Este estilo, teniendo todas las cualidades para el éxito entre la nueva clase, fue finalmente el que afirmó a su autor como prototipo de un determinado modo de hacer, marcó su arquitectura como la deseable para servir de vivienda, y dio lugar a un tipo de «estilo Gutiérrez Soto».
En 1957 se convirtió en decano del Colegio Oficial de Arquitectos de Madrid.

## Obra

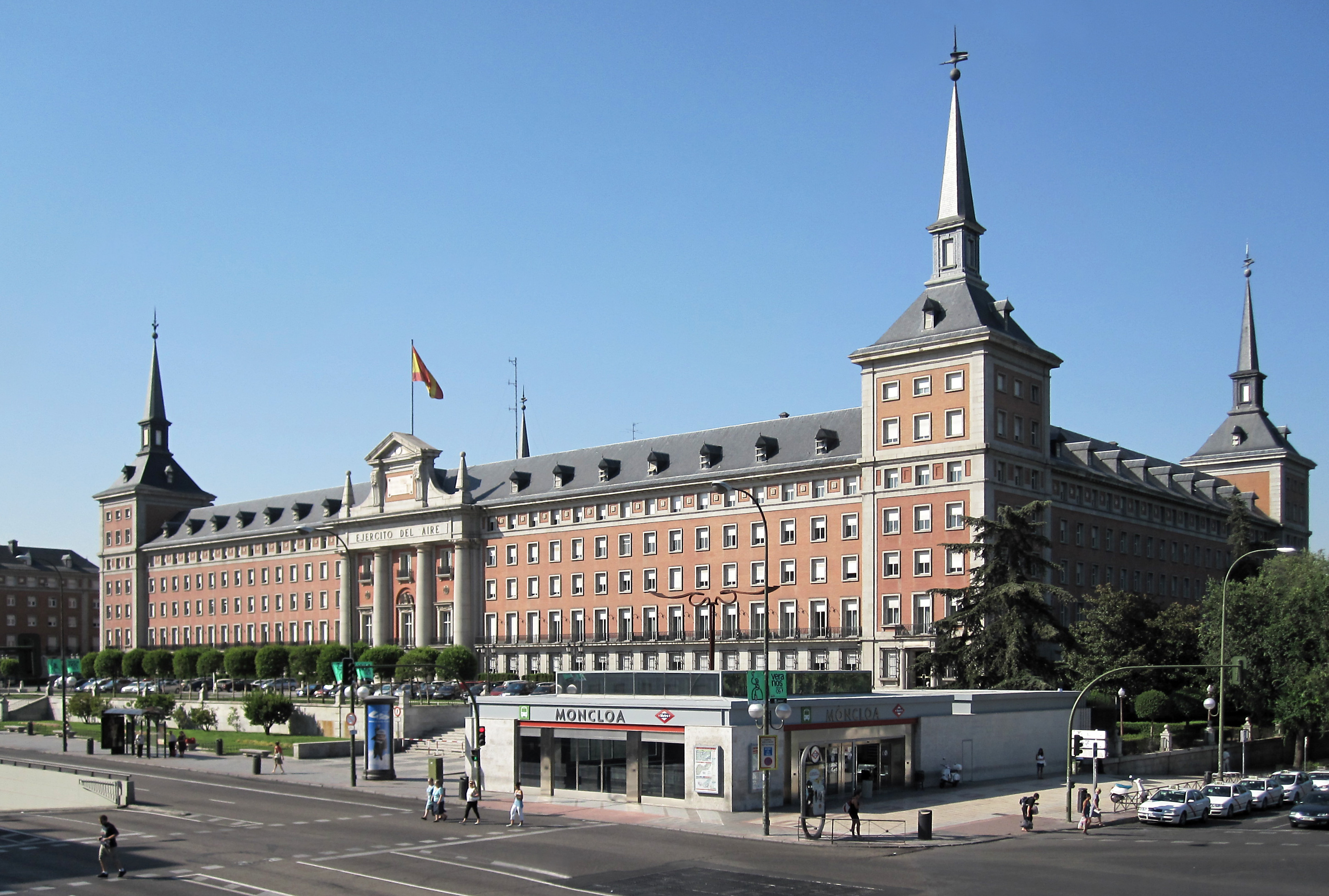
Ministerio del Aire en Madrid

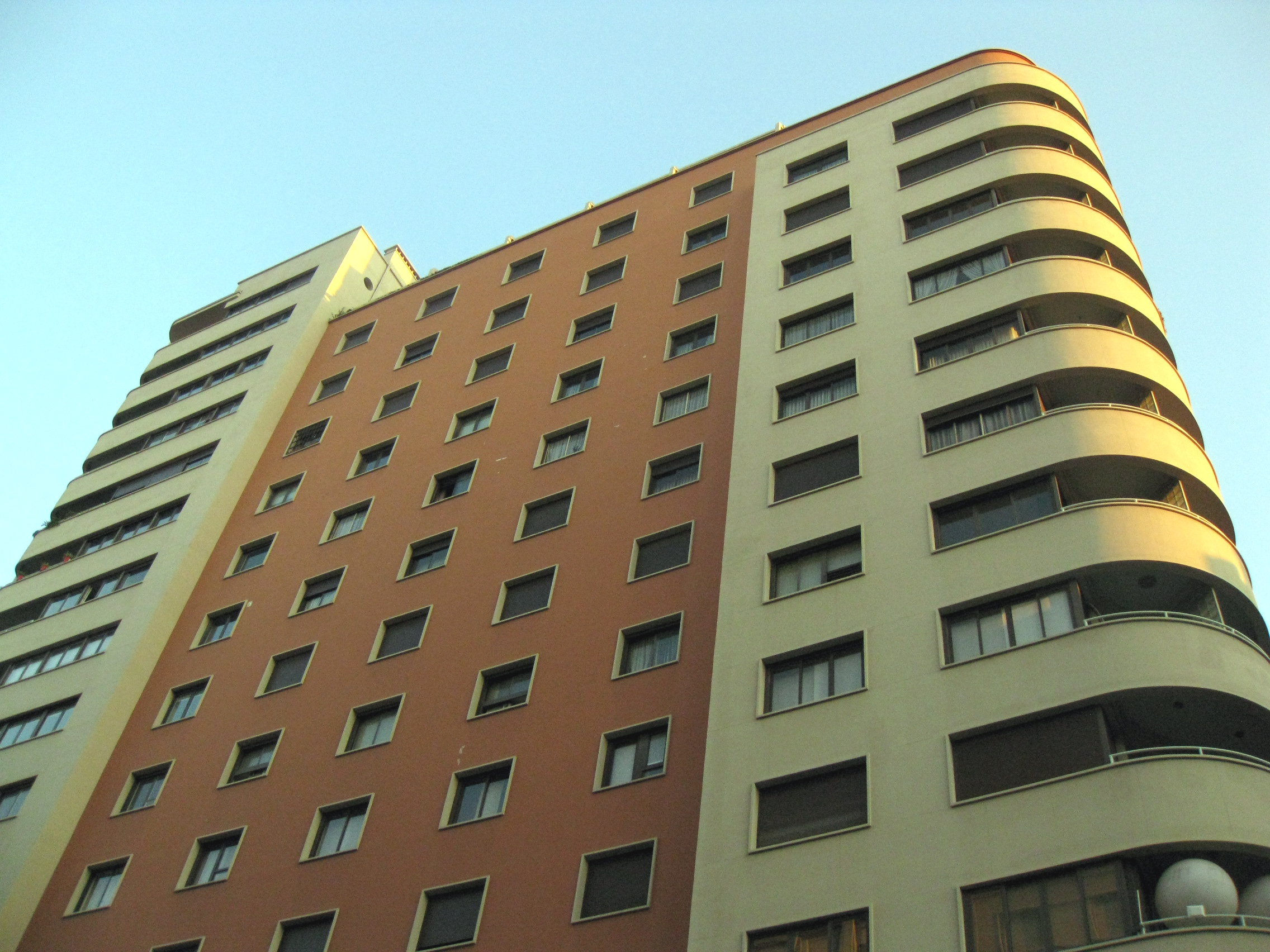
Edificio Fàbregas en Barcelona

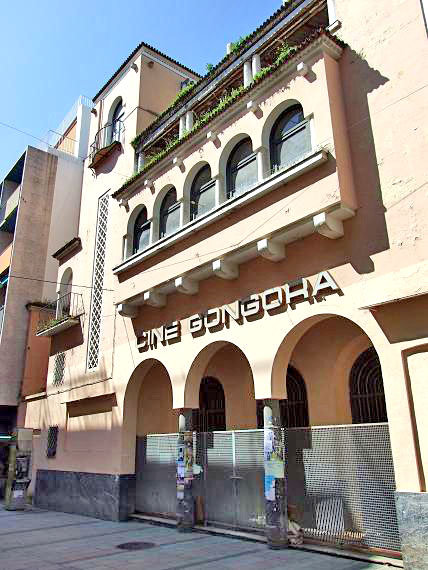
Teatro Góngora de Córdoba tras su restauración

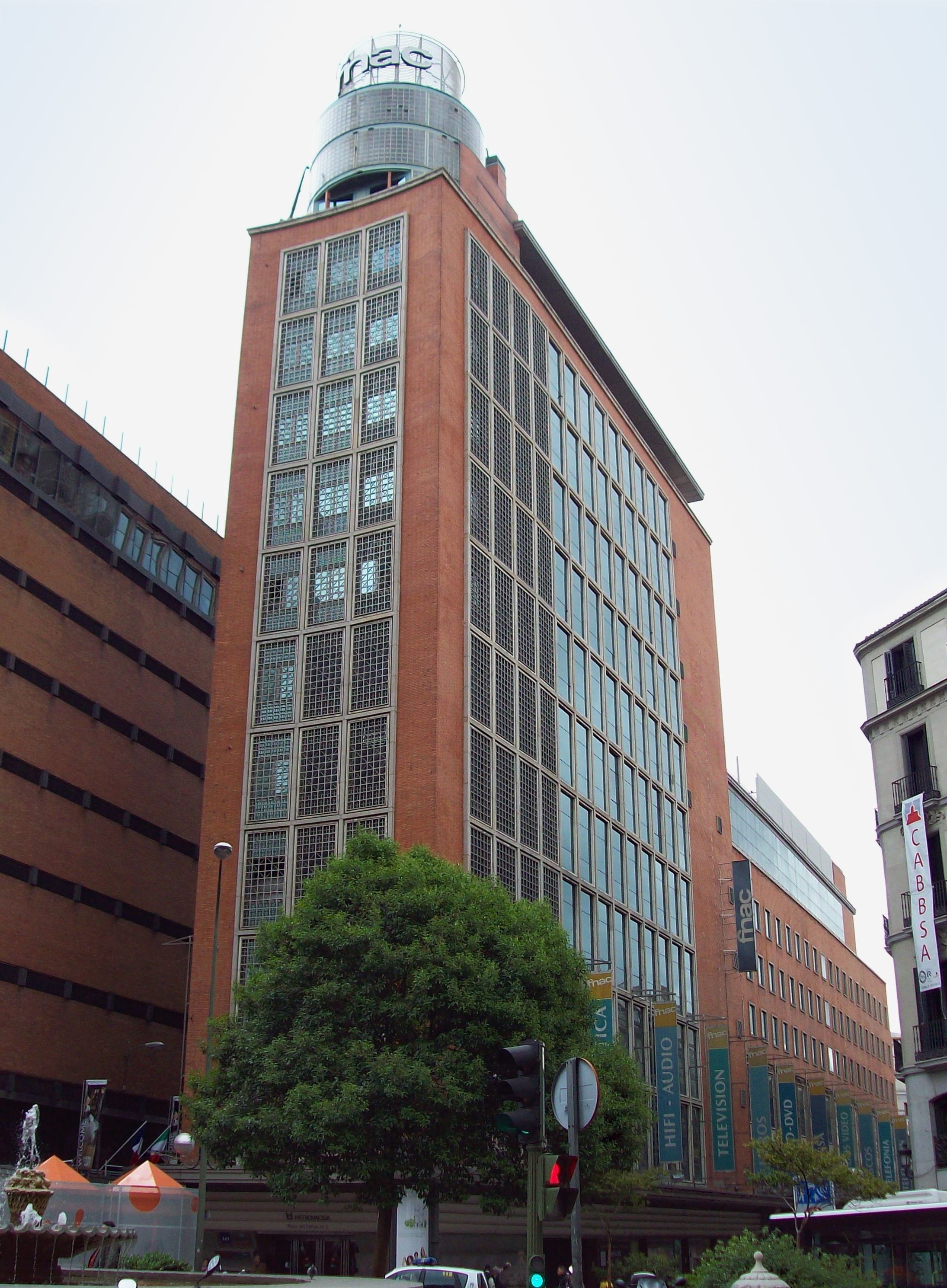
Edificio FNAC en Callao (Madrid)

Se trata de uno de los arquitectos más prolíficos de su época. Sus obras más interesantes corresponden a su periodo juvenil en el que introduce en Madrid con gran éxito el estilo arquitectónico racionalista. Hizo varios proyectos decorativos para La Unión Musical (1920), el Teatro Beatriz (1922) y el bar Chicote (1931) entre otras. En Barcelona fue el creador del edificio Fàbregas (proyecto iniciado 1936; edificio inaugurado en 1944).
La extensa obra de Gutiérrez Soto podría estudiarse por etapas, respondiendo estas a los avatares nacionales. En 1923 termina la carrera, a ella corresponde la etapa ecléctica. Presentó y consiguió en 1928, en concursos, los proyectos de las estaciones de Soria, Caminreal y Zaragoza. En 1930 la Segunda República hace explotar el latente racionalismo que dura hasta que la guerra del 36 anula estas iniciativas; 1939 es el año que marca el comienzo del triunfalismo político, y arquitectónicamente responde con su neoherreriano, cuya referencia inmediata está en El Escorial.
Gutiérrez Soto busca en lo nacional su razón de ser, pero fue realizando enormes cambios formales, una evolución selectiva que le ha llevado a un análisis de las modas de cada momento para encontrar en todas ellas lo que creyó acertado.
La arquitectura de Gutiérrez Soto es amplia de temas, de estilos, predominando en ella el eclecticismo lógico y la facilidad.
La vivienda unifamiliar está ampliamente representada en su obra. Se trata de lo menos conocido del autor. La variedad de soluciones es realmente desconcertante (Villa Remedios, la casa portuguesa, los cortijos, el chalet suizo, la casa montañesa). También en zonas urbanas como Vallehermoso, el Ministerio del Aire y la Plaza de la Moncloa.
En los edificios de oficinas ha predominado un formalismo sustentado en el expresionismo de unas funciones a realizar en el edificio.
Capítulo importante en su obra son los cines, contando también en este campo con una nutrida participación. Entre sus obras más conocidas destacan el cine Callao (Madrid, 1926, en la plaza de Callao), el cine La Flor, actualmente Cinema Conde Duque (Madrid, 1926), el cinema Europa (Madrid, 1928), cine Barceló (Madrid, 1930), hoy reconvertido en la discoteca "Pachá", cine Narváez (1939), cine Montera (1939), cine Rex (1946), cine Carlos III (1946),  y otros muchos cines de Madrid ya desaparecidos como los Atocha (1928), Actualidades (1931), Dos de Mayo (1932), Argüelles (1933), Victoria (originalmente Ronda, 1940), Sevilla, Rudy Meyer o España, así como el cinema Pathè en Córdoba.
De este creativo periodo son también el primitivo edificio del aeropuerto de Barajas (1930) o el complejo Carlos III (proyecto de 1946, obras entre 1947 y 1952). También construye diversos palacetes y viviendas unifamiliares y edificios de viviendas como los de la calle Padilla 32, Fernández de los Ríos, 53 y el de la calle Velázquez, 57 (1932). También diseñó numerosos cafés, bares e instalaciones sociales o deportivas como el Club de Campo (1930), Avión Club (1931), piscina la Isla en el río Manzanares (desaparecida), la Real Sociedad del Tiro al Pichón o la Playa de Madrid.
Después de la Guerra civil adopta un estilo monumentalismo historicista que recuerda a la arquitectura herreriana, en el que destacan el Mercado de Mayoristas de Málaga (1942, actual Centro de Arte Contemporáneo de Málaga), el edificio Axa (1945-46), el Ministerio del Aire, réplica del Monasterio de El Escorial, las viviendas para EMPSA (1951), etc. Otra de sus obras es el antiguo Hotel Richmond de Madrid (1953-1954), situado en la Plaza de la República Argentina y actualmente reconvertido en apartamentos, la iglesia de Santa María de Monte Carmelo, situada en la calle de Ayala, 33 de Madrid (y el único templo que diseñó en esta ciudad en la que tanto construyó) o la torre del Retiro (1972).
Cabría decir, de un modo general, que la arquitectura doméstica española debe algunas de sus características formales a la labor de Gutiérrez Soto. Entre las que destacan: la terraza, el acceso a la vivienda, la adaptación del dúplex con servicio y su elegante solución de las escaleras.
Luis Gutiérrez Soto era considerado como el arquitecto de la alta sociedad, para la que hizo numerosísimos encargos, destacando especialmente los bungalós "El Arrecife" y "Malibú" en la playa de Torremolinos (Málaga), que realizó en 1956 para las familias Ynzenga-Bird y Sonchen, respectivamente y también las viviendas de la plaza del Doctor Marañón-Paseo de la Castellana en 1957 y las de Fernández de la Hoz, 57 y 82, en Madrid. También en Badajoz posee dos interesantes bloques de vivienda, en la avenida de Huelva, diseñados en 1952 y construidos entre 1954 y 1958 